# The Silent Enigma
The Silent Enigma è il secondo album in studio del gruppo musicale britannico Anathema, pubblicato il 23 ottobre 1995 dalla Peaceville Records.

## Descrizione
Composto da nove brani, si tratta della prima pubblicazione del gruppo che vede il chitarrista Vincent Cavanagh anche nel ruolo di cantante a seguito della dipartita di Darren White avvenuta nel maggio 1995.
L'album è stato ripubblicato nel 2003 con l'aggiunta di due bonus track e nuovamente nel 2008 con l'inclusione dell'album video A Vision of a Dying Embrace (1997).

## Tracce
1. Restless Oblivion – 8:03
2. Shroud of Frost – 7:31
3. ...Alone – 4:24
4. Sunset of the Age – 6:57
5. Nocturnal Emission – 4:20
6. Cerulean Twilight – 7:05
7. The Silent Enigma – 4:25
8. A Dying Wish – 8:11
9. Black Orchid – 3:40

Traccia bonus nell'edizione giapponese
1. Eternal Rise of the Sun – 6:36

Tracce bonus nella riedizione del 2003
1. The Silent Enigma Orchestral – 4:12
2. Sleepless 96 – 4:31

## Formazione
Gruppo
- Vincent Cavanagh – voce, chitarra
- Daniel Cavanagh – chitarra, arrangiamenti orchestrali
- Duncan Patterson – basso, pianoforte
- John Douglas – batteria

Altri musicisti
- Deryk Fullwood – voce narrante (traccia 2)
- Rebecca Wilson – voce (traccia 3)

Produzione
- Anathema – produzione
- Hammy – produzione esecutiva
- Kev Ridley – ingegneria del suono
- Mags – missaggio